# Diacamma jacobsoni
Diacamma jacobsoni é uma espécie de formiga do gênero Diacamma, pertencente à subfamília Ponerinae.